# Bâtiment Chūnichi

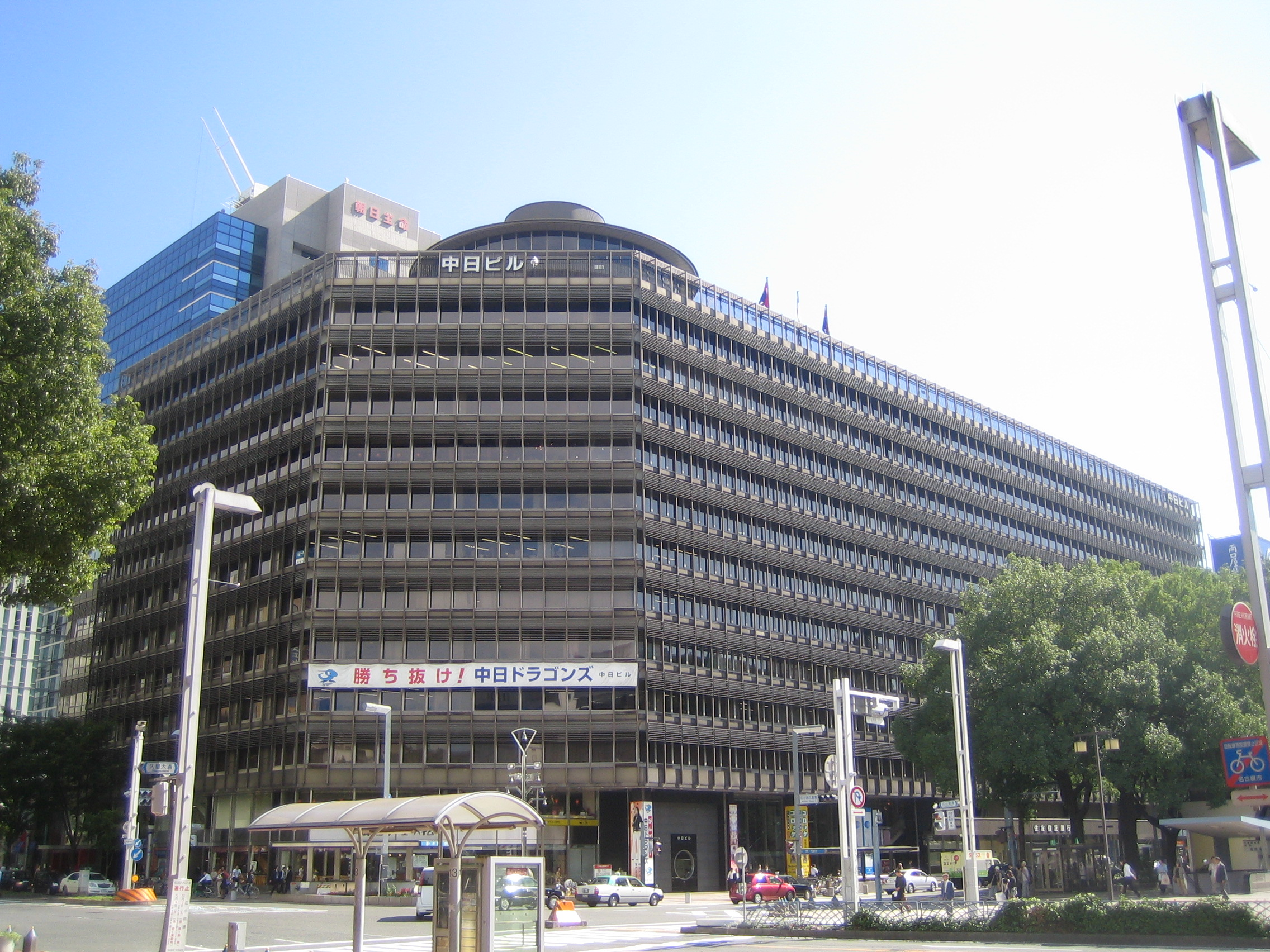
Chūnichi Building à Nagoya

Le bâtiment Chūnichi se trouve dans le quartier Sakae de l'arrondissement Naka-ku à Nagoya dans la préfecture d'Aichi au centre du Japon. Il est situé en face du parc Hisaya Ōdori. 
Son appellation officielle est bâtiment Chūbu Nippon mais il est communément connu sous le nom bâtiment Chūnichi.
Le bâtiment héberge entre autres le théâtre Chūnichi.

## Source de la traduction
- (en) Cet article est partiellement ou en totalité issu de l’article de Wikipédia en anglais intitulé « Chunichi Building » (voir la liste des auteurs).